# Dmytro Kuleba
Dmytro Ivanovitj Kuleba (ukrainska: Дмитро Іванович Кулеба), född 19 april 1981 i Sumy i Ukrainska SSR, är en ukrainsk politiker och diplomat. Han var Ukrainas utrikesminister 2020–2024. 
Kuleba läste internationell rätt vid Kievs universitet och arbetade i utrikesministeriet från 2003 till 2013. Han var Ukrainas representant i Europarådet 2016–2019 och landets förste vice premiärminister för integration med Europa och Nato från den 29 augusti 2019 till 4 mars 2020.
Kuleba har skrivit ett tiotal vetenskapliga artiklar och den år 2019 publicerade boken Krigen om verkligheten: Hur man vinner i en värld av förfalskningar, sanningar och gemenskap (Війна за реальність. Як перемагати у світі фейків, правд і спільнот).
Kuleba anser att Ukraina hör till västvärlden och att Ukraina ska bli medlem i Nato och EU.

## Utmärkelser
- Förtjänstorden (Ukraina, 2021)[12]
- Litauens förtjänstorden (Litauen, 2022)[13]